# Cerkiew Świętego Łazarza w Larnace
Cerkiew Świętego Łazarza (także kościół św. Łazarza, gr. Ιερός Ναός Αγίου Λαζάρου) – prawosławna świątynia w Larnace, wzniesiona w IX w. i odnowiona w XVII w.
Według tradycji Cypryjskiego Kościoła Prawosławnego, budynek wznosi się na miejscu grobu Łazarza, człowieka wskrzeszonego przez Chrystusa, który następnie trafił na Cypr i przez wiele lat był biskupem Kition (dawna nazwa Larnaki). Źródła pisane nie informują, kiedy na miejscu tym powstała pierwsza świątynia chrześcijańska. Istniejący współcześnie budynek został ufundowany przez cesarza Bizancjum Leona VI w IX w. lub na początku X stulecia.
Jest możliwe, że po objęciu władzy na Cyprze przez francuską dynastię Lusignan obiekt został przekazany Kościołowi katolickiemu i służył mnichom obrządku łacińskiego lub ormiańskiego (co mniej prawdopodobne). Budynek został również przebudowany – dostawiono elementy w stylu gotyckim, w tym sklepienia krzyżowe, gargulce i południowy portyk, który stał się głównym wejściem do obiektu, przejmując funkcję wcześniejszej, bizantyjskiej bramy wiodącej od zachodu. W XV wieku, w nieokreślonych bliżej okolicznościach, doszło do znacznych zniszczeń świątyni, co sprawiło, że w II połowie stulecia była ona faktycznie ruiną. W 1570 budynek został zamieniony na meczet, jednak już w 1589 za sumę 3 tys. tureckich srebrnych monet wykupiła go wspólnota prawosławna i ponownie urządziła w nim cerkiew. Prawdopodobnie w celu łatwiejszego gromadzenia środków na remont obiektu, prawosławni dwa razy do roku, w dzień św. Marii Magdaleny i w dzień św. Łazarza udostępniali katolikom świątynię, przy czym nabożeństwa obu wyznań odbywały się na dwóch różnych ołtarzach. Zwyczaj ten przetrwał do 1784. W XVII w. doszło do kolejnego remontu obiektu, który w znacznej mierze przywrócił mu pierwotny wygląd. Z epoki baroku pochodzi rzeźbiony w drewnie ikonostas świątyni.
W XVIII i XIX w. przy cerkwi mógł istnieć monaster.
Pożar w 1970 roku zniszczył znaczną część wnętrza, w tym fragment ikonostasu wraz z ikonami, które odrestaurowano wpóźniejszych latach w tym XII-wieczną ikonę św. Łazarza.